# Damiano Sauli
Il marchese Damiano Marcello Sauli (Genova, 14 ottobre 1798 – Genova, 9 febbraio 1860) è stato un politico, ingegnere, militare e scienziato italiano nonché colonnello del Genio marittimo e deputato al Parlamento Subalpino per tre legislature.

## Biografia

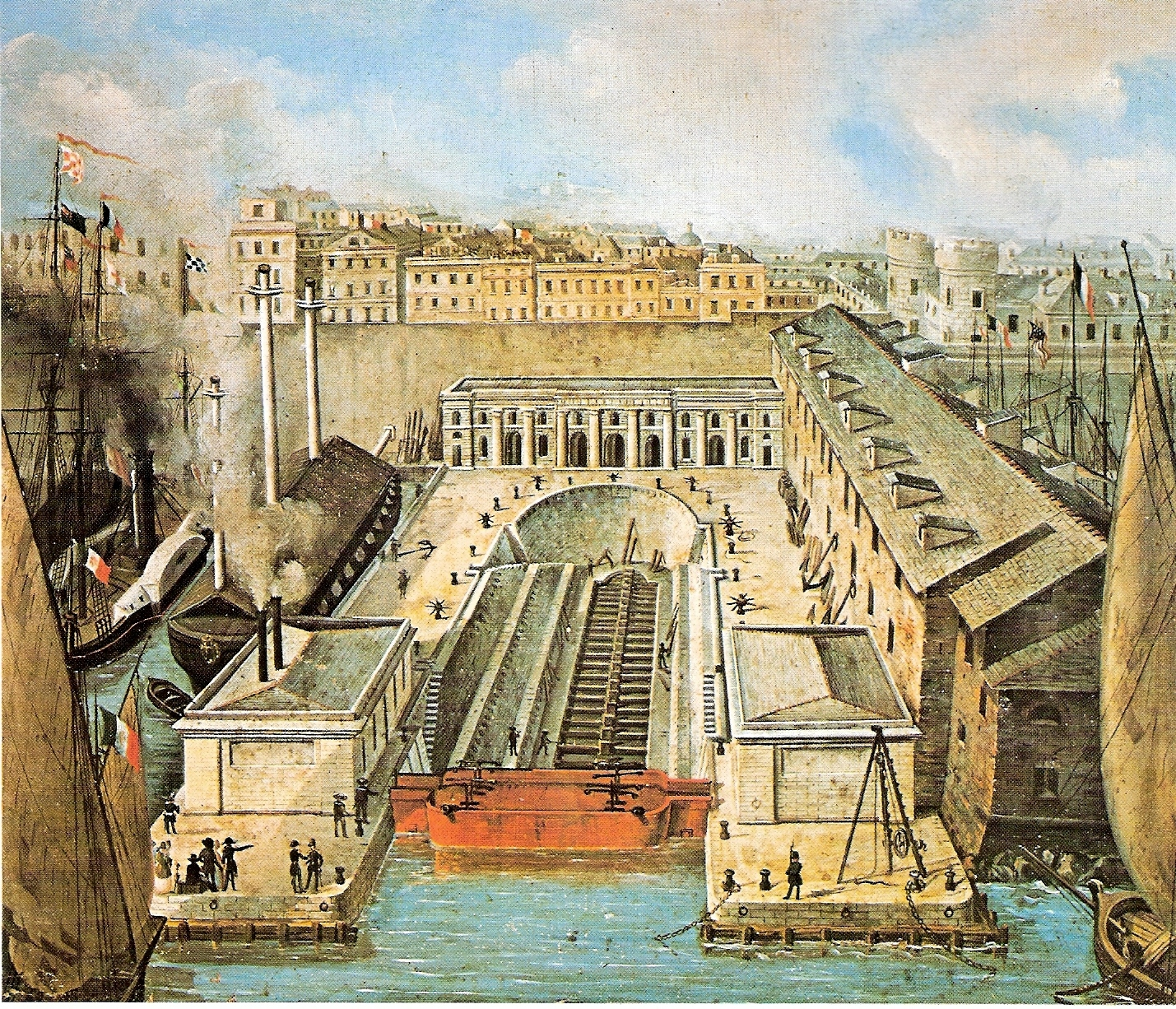
Il bacino di carenaggio della Darsena del porto di Genova. Inaugurato nel 1851 su progetto di Damiano Sauli.
Anonimo, Museo navale di Pegli

Nato nel 1798 da Gio. Stefano e Teresa Crosa, il 12 settembre 1814 entrò da cadetto nel Genio militare della Repubblica Genovese; dopo l'annessione allo stato piemontese nel gennaio 1815, venne nominato sottotenente sovranumerario e allievo della scuola d'artiglieria e fortificazioni. 
Progetta e dirige alcuni lavori ai forti di Lesseillon e, nel 1835, da capitano della Compagnia dei minatori piemontesi, viene incaricato dal Governo di tradurre in italiano un’opera redatta dal capitano del Genio militare francese Décius Villeneuve, aiutante di campo del tenente generale visconte Joseph Rogniat.
Nel 1840 è maggiore del genio marittimo. Successivamente partecipò per la sezione di Fisica e Matematica, in qualità di membro, all’VIII Congresso scientifico italiano tenutosi a Genova dal 14 al 30 settembre 1846, mentre dal 31 dicembre 1849 fu anche accademico di merito della classe degli architetti ed ornatisti dell’Accademia Ligustica di Belle Arti in Genova.
Su incarico del principe Eugenio di Carignano, allora comandante della Regia Marina Sarda, progettò, ispirandosi a quelli di Tolone ideati da Charles Noël, e realizzò a partire dal 1847, per terminare nel 1851, il bacino di carenaggio in muratura nella darsena di Genova, prima opera del genere ad essere costruita sulla penisola italiana, illustrandola in parlamento il 2 giugno 1852 con un memoriale.
Nel 1850 è colonnello, comandante in seconda del Real Corpo del Genio Militare a Torino()
Fu deputato al Parlamento subalpino durante le Legislature III, IV, V.

## Opere
- Manuale pratico del minatore ad uso delle truppe del Genio, Torino, Fodratti, 1835 (Traduzione dal francese con alcune correzioni e miglioramenti).
- Dei bacini di carenaggio e particolarmente di quello costruito nel porto di Genova dal 1847 al 1851, Genova, Fratelli Ferrando, 1852.